# UC-42号潜艇
陛下之UC-42号艇是德意志帝国海军于第一次世界大战期间建造的其中一艘UC-II型近岸布雷潜艇或称U艇。它由汉堡的伏尔铿船厂承建，于1916年9月21日新船下水，至同年11月18日交付使用。其全长49.45米，水面及水下排水量分别为400吨和480吨，艇载武器则包括三具鱼雷发射管、六具水雷滑射槽以及一门88毫米口径甲板炮。UC-42号入役后曾被部署至北海的第一区舰队，并参与了大西洋潜艇战。通过其六次巡逻，共直接或间接击沉14艘协约国或中立国舰船，容积总吨累计为9877吨。1917年9月10日，UC-42号在科克附近因自身水雷发生不明原因爆炸而沉没，艇内27名官兵全数阵亡。

## 设计
1915年秋天，由于中立国美国的干预，U艇战几乎陷入停顿，导致德国广泛开展《国际法》所允许的水雷战，从而使布雷潜艇的需求量相应增加。德意志帝国海军潜艇监察局（Inspektion des U-Bootwesens）的开发部门留意到了这一点，遂以UB-II型为基础，按照兼顾布雷效率和生产速度的要求，以41号工程的名义设计了UC-II型潜艇。为了弥补前型UC-I型的缺陷，UC-II型艇不仅更大，而且采用双轴推进系统。然而，与前型最主要的区别在于，UC-II型艇重新运用了双壳体结构。但它并非纯粹的双体潜艇，而是一种中间过渡型；因为外层没有封闭耐压壳体，而是作为鞍形水柜附在上方。
UC-42号是64艘UC-II型方案的其中一艘。这个亚型的艇体结构与UB-II型类似，但体积更大，全长为49.45米，并有3.68米的吃水深度；由于不再考虑铁路运输的装载限界，舷宽也得以增至5.22米。其水上和水下排水量分别为400吨和480吨。艇只采用两台科尔庭六缸四冲程520匹公制馬力（380千瓦特）柴油机用于水面运行，以及两台460匹公制馬力（340千瓦特）的西门子-舒克特电动发电机用于水下航行；水面最高航速11.7節（21.7每小時），水下6.7節（12.4每小時）；能够在水面以7節（13每小時）航速续航9,410海里（17,430），或以4節（7.4每小時）连续在水下航行60海里（110）而无需充电。其潜没需时约为48秒，能够在50米的深度下运作。
作为布雷潜艇，UC-42号改将六具布雷滑射槽安装在艇体前部，每具储存井内的水雷数量增至3枚，即合共18枚UC200型水雷。布雷时只需将存储井底部的盖板打开，水雷便可凭借自身重量滑入水中。随着滑射槽长度增加，艇体艏楼的上层建筑被抬高，上层建筑与司令塔之间的凹陷处布置了一门88毫米30倍径速射炮作为甲板炮。但由于位置相对较低，火炮甲板在恶劣海况下很容易被涌浪淹没。此外，UC-42号还装备有三具500毫米鱼雷发射管，这极大提升了潜艇的攻击能力。其中艇艏两具外置在两侧、艇艉一具则为内置式，并可搭载合共7枚G6型鱼雷。其标准船员编制为3名军官及23名水兵。

## 历史
1915年11月20日，在海军元帅阿尔弗雷德·冯·提尔皮茨的倡议下，国家海军办公室分别向三家德国造船厂合共增订15艘UC-II型潜艇。UC-42号因此成为汉堡伏尔铿船厂承建的第二批次（UC-40至UC-45号）的三号艇，建造编号为75。它于1916年9月21日新船下水，至同年11月18日在前UC-39号艇长、海军上尉奥托·海因里希·托尔诺的指挥下交付使用，随即展开海试。在托尔诺之后，汉斯·阿布雷希特·穆勒中尉也曾担任该艇指挥官。完成海试后，该艇于1917年1月1日被编入驻布伦斯比特尔科格的第一潜艇区舰队服役。
在年仅九个月的服役生涯中，UC-42号参与了大西洋潜艇战，足迹遍及赫布里底群岛、圣基尔达岛和桑德兰等地的周边水域。通过其六次布雷及破交战巡逻，UC-42号合共击沉协约国或中立国的13艘商船和1艘辅助军舰，容积总吨累计为9877吨。其中，体积最大的受害者是注册吨位仅为3082吨的英国货轮贝索托号（Baysoto）；它于1917年8月6日从阿尔汉格尔斯克运送亚麻前往泰恩河流域途中，在距盖尔德岬东南偏东约33海里（61）处遭UC-42号发射鱼雷击沉。此外，排水量1210吨、隶属英国皇家海军的单桅战船康乃馨号（HMS Carnation）也曾于1917年3月31日在斯特朗赛海峡南部出口处撞上由UC-42号布设的水雷，但该舰仅是受损，并未沉没。

### 沉没
UC-42号于1917年9月1日出海展开第六次巡逻，从此再未归航。同年10月31日，英国皇家海军鱼雷艇TB-55号陪同扫雷艇在科克港的入口处作业。大约15:00，它们发现水面上漂浮着一条油迹。TB-55号利用其水听器追踪来源，以确认油迹是否来自潜艇。他们听到了“锤击声”和“类似涡轮声”的巨大机械声响，并认为这是一艘德国U艇，遂放下一个记号浮标，不久后又投掷了一枚深水炸弹。炸弹被引爆后，TB-55号返回该水域，发现浮油体积增加，并有气泡升上水面。
TB-55号向在附近执行扫雷任务的武装拖网船萨尔巴号（HMT Sarba）发出求助信号。后者再利用水听器追踪，但没有探测到推定潜艇发出的声音。萨尔巴号投下第二枚深水炸弹，并整夜留在基地。翌日清晨，英舰阳光号（HMD Sunshine）和TB-58号巡视了现场，确认事件并非旧残骸造成的虚惊。至11月2日，仍有油迹浮出水面，船坞的潜水员赶来检视这艘疑似沉船。潜水员报告称，一艘德国潜艇倒在海底，艉部被炸飞，其司令塔上的黄铜铭牌印有“C42, 1916”字样，表明这艘潜艇就是UC-42号。尽管有一些舱门被打开，但没有发现幸存者。据推测，该艇很可能是在布雷时被自身的一枚水雷在艇艉引爆而沉没的。
当潜艇沉没并被确认身份的消息传出后，英国海军部便要求从艇内提供可确认身份的物品，以供核实；于是在1917年12月，潜水员从司令塔中找回了电话浮标。英国海军情报处知悉潜艇是9月1日从比利时出发，但对TB-55号报告的锤击和发动机噪音持怀疑态度。海军部报道称，“已知的UC（级）潜艇在本土水域的最长巡航时间是24天，所以UC-42号肯定早在TB-55号和萨尔巴号投掷深水炸弹之前就已经遇难了”。

## 残骸
2010年11月6日，五名爱尔兰潜水员在科克的罗氏角附近仅27米的水下寻获这艘沉船。它被发现具有“少量明显的爆炸性损伤”。其中一副螺旋桨上的序列号可以明确识别为UC-42号。当局随后在艇艉挂上一块纪念牌匾，并根据《国际海事法》将残骸列为战争公墓，不允许触碰，由德国海军负责管理。

## 袭击历史摘要
| 日期          | 船名            | 船籍         | 吨位 | 结局 |
| ------------- | --------------- | ------------ | ---- | ---- |
| 1917年2月22日 | 嬉戏号          | 英国         | 183  | 击沉 |
| 1917年2月22日 | 科灵伍德勋爵号  | 英国         | 148  | 击沉 |
| 1917年3月28日 | 乌剌尼亚号      | 挪威         | 1688 | 击沉 |
| 1917年3月29日 | 鲁迪号          | 英国         | 234  | 击沉 |
| 1917年3月31日 | 康乃馨号        | 英國皇家海軍 | 1210 | 击伤 |
| 1917年5月4日  | 苏菲号          | 丹麦         | 64   | 击沉 |
| 1917年5月5日  | 安吉拉号        | 英国         | 122  | 击沉 |
| 1917年5月6日  | 赫布尔号        | 英国         | 904  | 击沉 |
| 1917年5月9日  | 凯蒂号          | 英国         | 181  | 击沉 |
| 1917年6月17日 | 莉齐·韦斯托尔号 | 英国         | 2855 | 击沉 |
| 1917年7月12日 | 乔治·米尔本号   | 英國皇家海軍 | 235  | 击沉 |
| 1917年8月6日  | 贝索托号        | 英国         | 3082 | 击沉 |
| 1917年8月14日 | 简·S号          | 英国         | 12   | 击沉 |
| 1917年9月5日  | 格林号          | 英国         | 78   | 击沉 |
| 1917年9月5日  | 工业号          | 英国         | 91   | 击沉 |

## 脚注
1. 1 2 3  Helgason, Guðmundur. . German and Austrian U-boats of World War I - Kaiserliche Marine - Uboat.net.   [2009-02-23].
2. ↑  Tarrant，第173頁.
3. 1 2 3  Gröner 1991，第31-32頁.
4. 1 2  Helgason, Guðmundur. . German and Austrian U-boats of World War I - Kaiserliche Marine - Uboat.net.   [2015-02-23].
5. ↑  Helgason, Guðmundur. . German and Austrian U-boats of World War I - Kaiserliche Marine - Uboat.net.   [2015-02-23].
6. ↑  陈进，第48頁.
7. ↑  陈进，第46頁.
8. ↑  Michelsen，第48頁.
9. ↑  陈进，第165頁.
10. ↑  NARS，第64頁.
11. 1 2  Helgason, Guðmundur. . German and Austrian U-boats of World War I - Kaiserliche Marine - Uboat.net.   [2015-02-23].
12. ↑  Helgason, Guðmundur. . German and Austrian U-boats of World War I - Kaiserliche Marine - Uboat.net.   [2022-09-09].
13. ↑  Helgason, Guðmundur. . German and Austrian U-boats of World War I - Kaiserliche Marine - Uboat.net.   [2022-09-09].
14. 1 2 3  Stokes.
15. ↑  . Irish Times. 2011-01-25  [2011-01-25]. （原始内容存档于2022-09-10）.
16. ↑  . RTÉ. 2011-01-24  [2011-01-24]. （原始内容存档于2012-11-02）.
17. ↑  Boucher, Peter. . SM UC 42.   [2011-03-04]. （原始内容存档于2022-09-10）.